# IC 1350
IC 1350 је спирална галаксија у сазвјежђу Водолија која се налази на листи објеката дубоког неба у Индекс каталогу.
Деклинација објекта је - 13° 51' 8" а ректасцензија 21h 1m 52,2s. Привидна величина (магнитуда) објекта IC 1350 износи 15,2 а фотографска магнитуда 16,0. IC 1350 је још познат и под ознакама IC 1354, MCG -2-53-21, NPM1G -14.0595, PGC 65939.